# 驥山館
驥山館（きざんかん）は、書家・川村驥山のほか、赤羽雲庭・小坂奇石らの書を収蔵する美術館。川村が戦時疎開をし、晩年を送った長野県長野市篠ノ井にある。

## 沿革
- 1961年（昭和36年）4月12日 - 財団法人驥山館設立
- 1962年（昭和37年）5月2日 - 驥山館落成、開館

## 展示
- 川村驥山書 - 80点
- 赤羽雲庭書 - 72点
- 小坂奇石書 - 100点
- 現代書道作家書 - 105点

## 営業
営業時間
10:00〜16:30
休館日
- 月曜日
- 祝日の翌日

入館料
- 一般 - 500円
- 小中高生 - 300円

## 交通
- JR・しなの鉄道篠ノ井駅から徒歩10分